# Хайнрих IV фон Баден-Хахберг
Хайнрих IV фон Баден-Хахберг (на немски: Heinrich IV von Baden-Hachberg; † 1369) е от 1330 до 1369 г. маркграф на Баден-Хахберг и господар на Кенцинген.

## Произход
Той е най-възрастният син на маркграф Хайнрих III фон Баден-Хахберг († 1330) и Агнес фон Хоенберг († 1310), дъщеря на Улрих фон Хоенберг († пр. 1281).

## Фамилия
Хайнрих се жени за Агнес фон Юзенберг († сл. 12 юли 1356), дъщеря на Буркард IV фон Юзенберг († 1336). Двамата имат децата:
- Ото († 1386), маркграф на Баден-Хахберг
- Йохан († 1409), маркграф на Баден-Хахберг
- Хесо († 1410), маркграф на Баден-Хахберг
- Кунигунда († сл. 1398), омъжена пр. 15 януари 1373 г. за Лудвиг фон Глирс († 23 юни 1425)
- Агнес († сл. 1400), омъжена за фрайхер Тюринг фон Рамщайн-Цвинген-Гилгенберг († 14 февруари 1376)